# Georg Wilhelm Munke
Georg Wilhelm Munke (auch Muncke, Moncke) (* 28. November 1772 in Hilligsfeld bei Hameln; † 17. Oktober 1847 in Großkmehlen auf einem Gut seines Schwiegersohns) war ein deutscher Physiker.
Er war zuerst Inspektor am Georgianum in Hannover (1796 als Adelsschule eröffnet und 1810 von der westphälischen Regierung geschlossen). Er war verwandt mit dem Leiter Johann Georg Heinrich Feder.
1810–17 war er Professor der Physik in Marburg und anschließend bis zu seinem Tod in Heidelberg.
In den 1820er Jahren machte er sich Gedanken, warum der Himmel blau ist.
1827, nach Bekanntwerden von Fouriers Wärmetheorie, bot er eine analytische Lösung für die Ausbreitung einer Temperaturwelle und die Eindringtiefe der Sonnenwärme ins Erdinnere und 1829 zog er aus den Beobachtungen von César François Cassini de Thury, Saussure und Alexander von Humboldt den Schluss, dass bei 3 Fuß Tiefe die tägliche, bei 5 Fuß die monatliche und bei 30 Fuß die jährliche Temperaturänderung aufhören.
Ab 1828 arbeitete er mit an Johann Samuel Traugott Gehler’s physikalischem Wörterbuch. Seine Vorlesungen hielt er in der Westlichen Hauptstraße in der oberen Etage des früheren Dominikanerklosters, wo er auch wohnte.
Nachdem Paul Freiherr Schilling von Canstadt 1832 aus Sibirien zurückgekehrt war, hatte er, basierend auf den Experimenten Ampères einen elektromagnetischen Nadeltelegrafen konstruiert, den er 1833 Zar Nikolaus I. und auf der „Versammlung der Naturforscher und Aerzte“ zu Bonn im September 1835 vorgestellt hatte. Der Frankfurter Handelsmann und Mechanikus Johann Valentin Albert hatte Munke eine Kopie angefertigt, die Munke am 6. März 1836 demonstrierte, wobei auch William Fothergill Cooke zugegen war, der daran wiederum mit Charles Wheatstone weiterarbeitete.
Am 2. Dezember 1838 demonstriert der Geheime Hofrat Munke die neuesten thermoelektrischen Apparate und die Erzeugung eines Funkens damit.
1826 wurde er Ehrenmitglied der Russischen Akademie der Wissenschaften in Sankt Petersburg. 1830 wurde er zum korrespondierenden Mitglied der Göttinger Akademie der Wissenschaften gewählt.

## Veröffentlichungen
- System der atomistischen Physik; nach den neuesten Erfahrungen und Versuchen dargestellt; Hannover, 1809[12]
- Grundriß der praktischen Rechnungsarten, zum Gebrauch der Vorlesungen; Marburg, 1812
- Physikalische und kosmologische Abhandlungen zur Erlernung der Naturkunde; Gießen 1815
- Ueber das Schießpulver, seine Bestandteile, die Stärke und die Art seiner Wirkung; Marburg 1817 (Digitalisat)
- Anfangsgründe der Naturlehre, 1ste Abtheilung: Experimentalphysik, 2te Abtheilung: Mathematische und physikalische Geographie und Atmoßphärologie; Heidelberg, 1819/20
- Nachträgliche Bemerkungen über das Littrow’sche Problem; In Zeitschrift für Physik und verwandte Wissenschaften (Online)